# Nimbablatta neutra
Nimbablatta neutra är en kackerlacksart som först beskrevs av Robert Walter Campbell Shelford 1908.  Nimbablatta neutra ingår i släktet Nimbablatta och familjen småkackerlackor. Inga underarter finns listade i Catalogue of Life.